# Porsche Taycan
Porsche Taycan är en elbil som den tyska biltillverkaren Porsche introducerade på bilsalongen i Frankfurt i september 2019.
Taycan är Porsches första elbil. Den har en eller två elmotorer, beroende på version, som arbetar med en systemspänning på 800 V.
De svenska priserna startar på 980-tusen kronor.

## Tekniska data
| Porsche Taycan          |                                    | Battery Performance Plus           | 4S                                 | 4S Battery Performance Plus        | GTS                                | Turbo                              | Turbo S                            |
| ----------------------- | ---------------------------------- | ---------------------------------- | ---------------------------------- | ---------------------------------- | ---------------------------------- | ---------------------------------- | ---------------------------------- |
| Elmotor:                | 1 st synkronmotor                  | 1 st synkronmotor                  | 2 st synkronmotorer                | 2 st synkronmotorer                | 2 st synkronmotorer                | 2 st synkronmotorer                | 2 st synkronmotorer                |
| Max effekt:             | 408 hk                             | 476 hk                             | 530 hk                             | 571 hk                             | 598 hk                             | 680 hk                             | 761 hk                             |
| Max vridmoment:         | 345 Nm                             | 357 Nm                             | 640 Nm                             | 650 Nm                             | 850 Nm                             | 850 Nm                             | 1050 Nm                            |
| Kraftöverföring:        | 2-stegs automatlåda, bakhjulsdrift | 2-stegs automatlåda, bakhjulsdrift | 2-stegs automatlåda, fyrhjulsdrift | 2-stegs automatlåda, fyrhjulsdrift | 2-stegs automatlåda, fyrhjulsdrift | 2-stegs automatlåda, fyrhjulsdrift | 2-stegs automatlåda, fyrhjulsdrift |
| Hjulbas:                | 2900 mm                            | 2900 mm                            | 2900 mm                            | 2900 mm                            | 2900 mm                            | 2900 mm                            | 2900 mm                            |
| Längd x bredd x höjd:   | 4963 x 1966 x 1395 mm              | 4963 x 1966 x 1395 mm              | 4963 x 1966 x 1379 mm              | 4963 x 1966 x 1379 mm              | 4963 x 1966 x 1381 mm              | 4963 x 1966 x 1381 mm              | 4963 x 1966 x 1378 mm              |
| Torrvikt:               | 2125 kg                            | 2205 kg                            | 2215 kg                            | 2295 kg                            | 2370 kg                            | 2380 kg                            | 2370 kg                            |
| Acc. 0–100 km/h:        | 5,4 s                              | 5,4 s                              | 4,0 s                              | 4,0 s                              | 3,7 s                              | 3,2 s                              | 2,8 s                              |
| Toppfart:               | 230 km/h                           | 230 km/h                           | 250 km/h                           | 250 km/h                           | 250 km/h                           | 260 km/h                           | 260 km/h                           |
| Batterikapacitet:       | 71,0 kWh                           | 83,7 kWh                           | 71,0 kWh                           | 83,7 kWh                           | 83,7 kWh                           | 83,7 kWh                           | 83,7 kWh                           |
| Räckvidd enl WLTP:      | 354-431 km                         | 407-484 km                         | 333-407 km                         | 386-463 km                         | 439-504 km                         | 381-450 km                         | 388-412 km                         |
| Förbrukning per 100 km: | 24,8 kWh                           | 25,4 kWh                           | 24,6 kWh                           | 25,6 kWh                           | 25,9 kWh                           | 26,0 kWh                           | 26,9 kWh                           |